# Jean Pairard

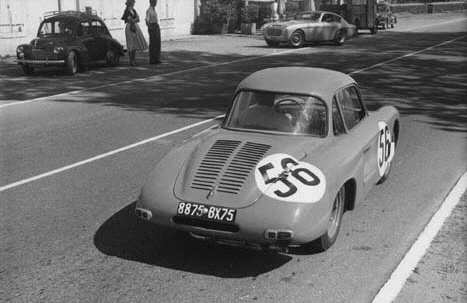
Der von Jean Pairard gefahrene VP 166R beim 24-Stunden-Rennen von Le Mans 1953

Jean André Louis Pairard (* 2. April 1911 in Blois; † 11. Oktober 1964 auf dem Autodrome de Linas-Montlhéry) war ein französischer Autorennfahrer, Unternehmer und Motorsportfunktionär.

## Vernet et Pairard
1950 gründete Jean Pairard gemeinsam mit seinem Rennfahrerkollegen Just-Émile Vernet das Unternehmen Vernet et Pairard. Am Standort in Paris wurden zwischen dem Gründungsjahr und 1958 Automobile in einer Kleinserie unter dem Markennamen VP hergestellt. Das erste Fahrzeug, basierend auf einem Renault 4CV, stellten Vernet und Pairard 1952 auf dem Pariser Autosalon vor. Der 1953 vorgestellte VP 166R war Einsatzfahrzeug bei Langstreckenrennen der 1950er-Jahre. 1958 wurde die Produktion eingestellt und das Unternehmen geschlossen.

## Karriere als Rennfahrer
Wie sein Geschäftspartner Vernet war Pairard auch als Rennfahrer aktiv. Auf die große Anzahl an Rennstarts, die Vernet vorweisen konnte, kam er allerdings nicht. Dreimal startete er beim 24-Stunden-Rennen von Le Mans. Bestes Ergebnis war der 26. Endrang mit dem Eigenbauwagen 1953. Außerdem fuhr er zweimal die Tour de France für Automobile und das 12-Stunden-Rennen von Reims 1953.

## Tod in Montlhéry
Nach dem Ende von Vernet et Pairard war Pairard Motorsportfunktionär. In dieser Funktion war er einer der drei Sportkommissare, die beim 1000-km-Rennen von Paris 1964 auf dem Autodrome de Linas-Montlhéry bei der Ausfahrt aus der Boxengasse für ein Mindestmaß an Sicherheit zu sorgen hatten. Sie ließen nur dann Wagen wieder auf die Strecke, wenn sie frei war. Als Franco Patria in seinem Abarth-Simca 1300 Bialbero an der Ausfahrt wartete, kam Peter Lindner im Jaguar E-Type Lightweight auf der regennassen Strecke aus der Steilkurve vor Start und Ziel, schien zu bremsen und geriet ins Schleudern. Lindner verlor auf der glatten Bahn die Herrschaft über den Jaguar, berührte die Strohballen, wobei sich Fahrzeugteile lösten. Der Wagen wurde etwa zehn Meter hochgeschleudert, drehte sich um die eigene Achse, sodass Lindner hinausstürzte. Der Jaguar traf Patrias Abarth mit voller Wucht und drückte ihn gegen eine Mauer. Franco Patria wie auch Pairard in unmittelbarer Nähe und seine beiden Kollegen waren sofort tot. Peter Lindner war zunächst noch bei Bewusstsein, starb jedoch wenig später im Krankenhaus.

## Statistik

### Le-Mans-Ergebnisse
| Jahr | Team              | Fahrzeug    | Teamkollege       | Platzierung     | Ausfallgrund    |
| ---- | ----------------- | ----------- | ----------------- | --------------- | --------------- |
| 1951 | Just-Émile Vernet | Renault 4CV | Just-Émile Vernet | Rang 29         |                 |
| 1952 | Just-Émile Vernet | Renault 4CV | Just-Émile Vernet | Ausfall         | Zündungsschaden |
| 1953 | Just-Émile Vernet | VP 166R     | Just-Émile Vernet | nicht klassiert |                 |

### Einzelergebnisse in der Sportwagen-Weltmeisterschaft
| Saison | Team              | Rennwagen | 1   | 2   | 3   | 4   | 5   | 6   | 7   |
| ------ | ----------------- | --------- | --- | --- | --- | --- | --- | --- | --- |
| 1953   | Just-Émile Vernet | VP 166R   | SEB | MIM | LEM | SPA | NÜR | RTT | CAP |
| 1953   | Just-Émile Vernet | VP 166R   | DNF |     |     |     |     |     |     |